# 나루세 리사
나루세 리사(成瀬 理沙, 1993년 8월 13일 ~ )는 일본 여성 아이돌 그룹 AKB48의 팀K의 전 멤버이다. 이후 AV배우로 전향, 아이사카 하루나(逢坂はるな)명의로 활동하다가 현재는 본명으로 활동 중이었지만 지금은 활동을 안 하고 있다.
사이타마현 출신으로 엠즈 팩토리, 비너스 엔터테인먼트 소속. 1기 연구생 오디션에서 뽑힌 18명 중 1인.
2008년 3월 24일 방송「ON8」(bayfm)에서 연구생에서 팀K로 승급되는 것이 발표되었으나,
2009년 4월 8일 공식 블로그에서 디스크 치료를 위해 활동을 휴업하는 것이 발표되었다.
일시적으로도 회복되는 것이 힘들고 활동도 불가능한 상태가 계속되어 2009년 5월 24일부로 졸업하였다.
현재 아이돌 그룹 나나이로 환타지의 멤버로 활동하고 있다(활동 휴지 중).